# Nowogieorgijewka (rejon leninsk-kuzniecki)
Nowogieorgijewka (ros. Новогеоргиевка) – wieś (dieriewnia) w Rosji, w obwodzie kemerowskim, w rejonie leninsk-kuznieckim. W 2010 liczyła 612 mieszkańców.